# 長須賀
長須賀（ながすか）は愛知県名古屋市中川区にある町名。現行行政地名は長須賀一丁目から長須賀三丁目と富田町大字長須賀。住居表示未実施。富田町大字長須賀には、8つの小字が設置されている。

## 地理
名古屋市中川区の北西部に位置し、庄内川を挟んで東に中村区横井、新川を挟んで西に西伏屋と吉津、南に伏屋、北に万場に接する。

## 歴史
- 1955年（昭和30年） - 海部郡富田町が名古屋市に編入され、中川区富田町長須賀となる。
- 1993年（平成5年）12月13日 - 長須賀土地区画整理組合設立認可。
- 1996年（平成8年） - 富田町長須賀・富田町万場の各一部から万場1～5丁目が成立。
- 2004年（平成16年）11月27日 - 
  - 富田町万場・富田町長須賀の各一部から長須賀1丁目が成立
  - 富田町長須賀の各一部から長須賀2丁目が成立
  - 富田町長須賀・伏屋1丁目の各一部から長須賀3丁目が成立

## 世帯数と人口
2019年（平成31年）2月1日現在の世帯数と人口は以下の通りである。
| 丁目         | 世帯数  | 人口    |
| ------------ | ------- | ------- |
| 長須賀一丁目 | 8世帯   | 9人     |
| 長須賀二丁目 | 284世帯 | 724人   |
| 長須賀三丁目 | 304世帯 | 793人   |
| 計           | 596世帯 | 1,526人 |

## 学区
市立小・中学校に通う場合、学校等は以下の通りとなる。また、公立高等学校に通う場合の学区は以下の通りとなる。なお、小・中学校は学校選択制度を導入しておらず、番毎で各学校に指定されている。
| 丁目         | 小学校                                                             | 中学校                                      | 高等学校 |
| ------------ | ------------------------------------------------------------------ | ------------------------------------------- | -------- |
| 長須賀一丁目 | 名古屋市立長須賀小学校 名古屋市立万場小学校 名古屋市立千音寺小学校 | 名古屋市立助光中学校 名古屋市立はとり中学校 | 尾張学区 |
| 長須賀二丁目 | 名古屋市立長須賀小学校                                             | 名古屋市立助光中学校                        | 尾張学区 |
| 長須賀三丁目 | 名古屋市立長須賀小学校                                             | 名古屋市立助光中学校                        | 尾張学区 |

## 施設
- フィール スマイルプラザ
- 長須賀公園

1940年（平成15年）4月1日供用開始。
- 長須賀北公園

2004年（平成16年）10月9日供用開始。
- 長須賀南公園

2004年（平成16年）10月9日供用開始。

## その他

### 日本郵便
- 郵便番号 : 454-0994[WEB 2]（集配局：中川郵便局[WEB 8]）。

### WEB
1. 1 2  “町・丁目(大字)別、年齢(10歳階級)別公簿人口(全市・区別)”.   名古屋市 (2019年2月20日). 2019年2月20日閲覧。
2. 1 2  “郵便番号”.  日本郵便. 2019年2月10日閲覧。
3. ↑  “市外局番の一覧”.   総務省. 2019年1月6日閲覧。
4. ↑  “中川区の町名一覧”.   名古屋市 (2015年10月21日). 2019年2月13日閲覧。
5. ↑  “市立小・中学校の通学区域一覧”.   名古屋市 (2018年11月10日). 2019年1月14日閲覧。
6. ↑  “平成29年度以降の愛知県公立高等学校（全日制課程）入学者選抜における通学区域並びに群及びグループ分け案について”.   愛知県教育委員会 (2015年2月16日). 2019年1月14日閲覧。
7. 1 2 3  “都市公園の名称、位置及び区域並びに供用開始の期日” (2019年5月1日). 2019年11月3日閲覧。
8. ↑  郵便番号簿 平成29年度版 - 日本郵便. 2019年02月10日閲覧 (PDF)